# ヘッドレスコンピュータ
ヘッドレスコンピュータ（英: headless computer）とは、モニター（ヘッド）やキーボード、マウスなしで動作するように構成されたコンピュータシステムまたはデバイスである。ヘッドレスシステムは通常、ネットワーク接続を介して制御されるが、一部のヘッドレスシステムデバイスでは、デバイスの管理にRS-232経由のシリアル接続が必要となる。サーバのヘッドレス操作は、通常、運用コストを削減するために使用される。

## BIOSの制限
ブート中、一部の（特に古い）BIOSバージョンでは、ユーザがキーを押すまで無期限に待機してから処理が続行される。ビデオカードやキーボードなどの基本的なデバイスがインストールまたは接続されていない場合、このようなシステムは事実上停止する可能性がある。
最新のシステムでは、BIOSの工場出荷時設定は通常、このように動作するよう設定されているが、この設定はBIOS設定ユーティリティを使用して変更でき、ユーザの介入なしに処理が続行される。
システムがリモート管理されるように設定されている場合でも、ローカルのキーボードとビデオカードが時々必要になることがある。たとえば、リモートアクセスアプリケーションが初期化される前に発生する起動の問題を診断する場合などである。

## ハードウェアによるリモートコントロール
一部のサーバでは、内部ネットワークカードとコンソール画面をミラーリングするハードウェアを使用してリモートコントロールが提供される。たとえば、HPはこの機能を実装するIntegrated Lights-Out（iLO）と呼ばれるシステムを提供している。システムへのリモートアクセスは、iLOアダプターに割り当てられたIPアドレスへの安全なWeb接続を使用して行われ、オペレーティングシステムがロードされる前の起動時にシステムを監視できる。
別のハードウェアソリューションは、KVM-over-IPスイッチを使用することである。このようなスイッチは、従来のキーボード、ビデオ、マウスデバイスに、IP経由のリモートコントロールセッションを提供する機能が追加されている。KVMデバイスへの接続はWebブラウザを使用して行われ、接続されたシステムコンソールポートをリモートで監視できる。

## ソフトウェアによるリモートコントロール

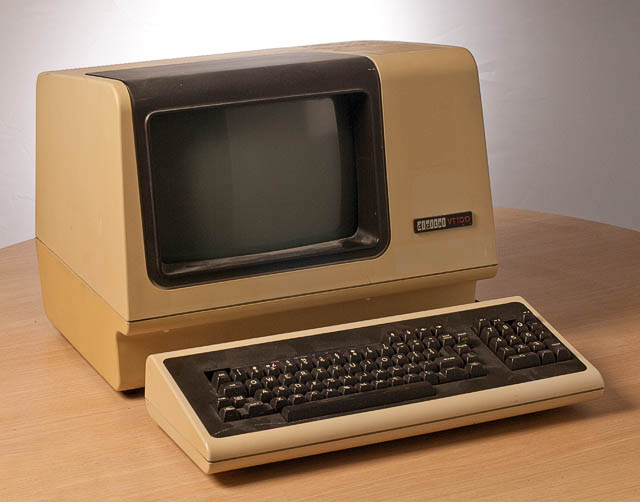
物理的な端末 (DEC VT100)

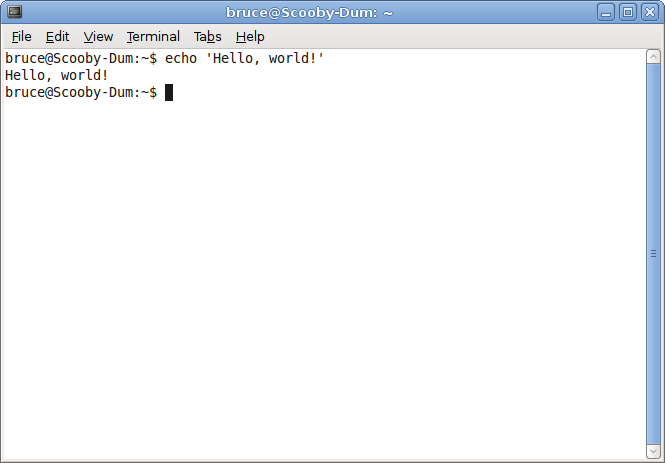
仮想端末(GNOME 端末)

ヘッドレスシステムの管理は、通常、UnixやLinuxのコマンドラインなどのテキストベースのインタフェースを使用して行われる。これらのインタフェースは、通常はSecure Shellなどのプロトコルを使用して、ディジタル・イクイップメント・コーポレーションのVT100などの実際の端末の動作をシミュレートする。
X Window SystemやVNCなどのシステムを仮想ディスプレイドライバーと組み合わせて使用することもできる。この設定により、TCP/IPなどのネットワークプロトコルを介して実行される通常のグラフィカルユーザインタフェースを介してヘッドレスマシンにリモート接続できる。